# Rebecca Saunders
Rebecca Saunders (Londres, 19 de desembre de 1967) és una compositora anglesa de música clàssica contemporània que resideix principalment a Berlín.

## Formació i carrera
Va estudiar primer el violí, per seguir els estudis de música a la Universitat d'Edimburg. Després continua la seva formació de compositora amb Wolfgang Rihm, a la Musikhochschule de Karlshure, de 1991 a 1994, i després amb Nigel Osborne a Edimburg de 1994 a 1997. Amb premis de l'Acadèmia de les Arts de Berlín el 1995 i de la Fundació Ernst von Siemens el 1996 li permeteren de treballar a Nova York i a Brussel·les.
El 2010 i 2012, va participar en els cursos d'estiu de Darmstädter Ferienkurse i va compondre a la Konzerthaus Dortmund des del curs 2005-2006, Staatskapelle Dresden des del curs 2009-2010, i Huddersfield Contemporary Music Festival el 2010.
L'obra de Rebecca Saunders ha sigut recompensada entre altres amb els premis Busoni Förderspreis, de música viva, el Premi Paul Hindemith, el premi de música de cambra de la Royal Philarmonic Society el 2008, el Premi GEMA Deutscher Musikautorenpreis, el 2010, i el Premi Mauricio Kagel el 2015.
El 2009 va ser designada membre de l'Academie des Arts de Berlín i compositora de la Staatskapelle de Dresden, per la temporada 2009-10. Ella ensenya regularment a l'acadèmia d'estiu de Darmstadt i a L'impuls Academie de Graz. Des del 2011 ensenya composició a la Hochschule für Musik, Theater und Medien de Hannover.

## Obres
- Behind the Velvet Curtain, per trompeta, arpa, piano i violoncel (1991-92)
- Trio, per clarínet, violoncel i piano (1992)
- Mirror,mirror on the wall, per piano (1993-94)
- The Under Side of Green, per clarínet, violí i piano (1994)
- Molly's Song 1-crimson, per dotze solistes, metrònom,caixa de música i director (1995)
- Molly's Song 2-a shade of crimson, per veu, viola, flauta,guitarra acústica. ones curtes de radio (1995)
- Molly's Song 3-shades of crimson, per flauta, viola, guitarra acústica,radio i capsa de música
- Duo, per violí i piano (1996)
- Into the Blue, per clarínet,fagot,violoncel,contrabaix, piano i percussió (1996)
- dichroic seventeen, per piano, dos percussionistes, dos contrabaixos,acordió i guitarra elèctrica (1996)
- G and E on A, per orquestra i 27 capsas de música (1996-97)
- String Quartet (1997)
- Quartet, per piano,clarínet en Sib, clarínet baix, contrabaix i acordió (1998)
- cinnabar, per violí trompeta i conjunt (1999)
- duo four-two exposures, per trompeta solista, percussió i orquestra (2000-01)
- albescere, per dotze instruments i cinc veus (2001)
- Chroma (I-XIX), per dotze a setze intèrprets (2003-13)
- vermilion, per clarínet,guitarra elèctrica i violoncel (2003)
- insideout, per instruments de fusta, metall, timpà,percussió, piano,cordes, acordió, guitarra elèctrica, música per coreografia, instal·lació de Sasha Waltz (2003)
- blauuw, per doble campana trompeta (2004)
- Choler, per dos pianos (2004)
- Blauuw, per doble campana trompeta (2004)
- Miniata,per acordió, piano, cor i orquestra (2004)
- Crimson, per piano (2004-05)
- Fury I, per contrabaix (2005)
- Blue and Gray, per dos contrabaixos (2005)
- rubricare, per cordes i orgue (2005)
- rubricare, per barroc quartet de corda (2005)
- A Visible Trace, per set solistes i director (2006)
- Traces, per orquestra (2006-09)
- Soliloquy, per sis veus a capella (2007)
- Stirrings Still I, per flauta, oboè, clarínet, piano i crotals (2007)
- Stirring Still II, per sis intèrprets: flauta, oboè, clarinet en La, crotals, piano i contrabaix (2008)
- Company, per contratenor, trompeta, violoncel, acordió i guitarra elèctrica (2008)
- Disclosure, per cinc intèrprets: clarínet, trompeta, trombó, piano i violí (2008)
- murmurs, per Collage i deu intèrprets (2009)
- Fury II, per contrabaix, i conjunt (2010)
- To and fro, per violí i oboè (2010)
- Stratum, per orquestra (2010)
- Stasis I, per collage especial per setze solistes (2011)
- Stasis collective, per collage especial per 23 musics (2011-16)
- Stasis II, per quartet per trompeta, oboè, percussió i piano (2011-14)
- Caerulean, per clarínet baix (2011)
- Dialogue, per viola i percussió (2011)
- Neither, per dos doble campana trompetes (2011)
- Stirrings, per nou intèrprets; flauta,clarínet en La, oboè, crotals, piano,violoncel, arpa, violí i contrabaix (2011)
- Still, per violí solo, i orquestra (2011)
- Ire, concert per violoncel, cordes i percussió (2012)
- Fletch, per quartet de cordes (2012)
- Shadow, per piano (2013)
- Solitude, per violoncel (2013)
- Stasis II, quartet de trompetes, oboè, percussió i piano (2013)
- Void,per dos percussionistes, i orquestra de cambra (2013-14)
- Alba, per trompeta i orquestra (2014)
- Six for AK, per dos percussionistes, dos pianistes, guitarra acústica i arpa (2015)
- White, per doble campana, trompeta solista (2015-16)
- Skin, per soprano i conjunt (2016)
- Myriad, instal·lació sonora (2015-2016)